# Comparsa de gigantes y cabezudos de Pamplona
La Comparsa de gigantes y cabezudos de Pamplona, aglutina a un conjunto de figuras de cartón piedra, que incluyen gigantes, cabezudos, kilikis y zaldikos, así como a sus porteadores.

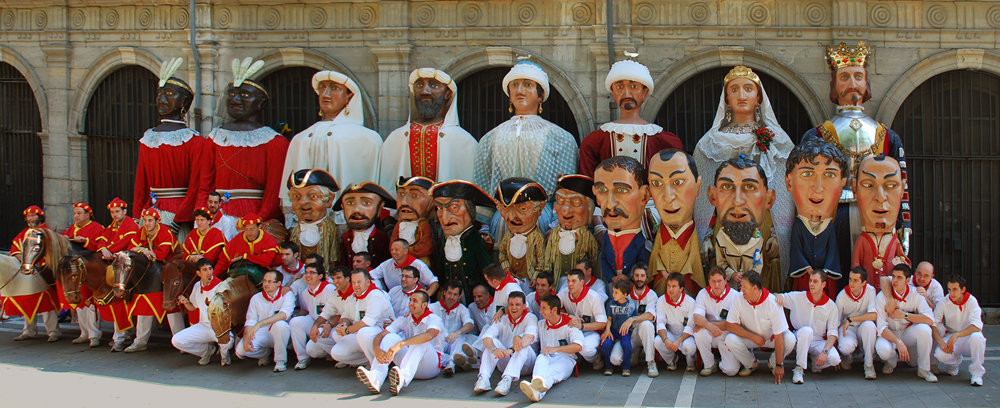
Comparsa de gigantes y cabezudos de Pamplona

## Historia
Los primeros datos en los que se habla de una comparsa de gigantes en Pamplona se remontan al año 1600. En 1657 Francisco de Azpigalla fabricó ocho gigantes y dos gigantillos, con un coste de 4064 reales. Tanto en ese siglo como en el venidero, parece que tenían gigantes propios tanto la catedral como el Ayuntamiento. Una prohibición de Carlos III de España en 1780, obligó a que dejasen de salir en procesiones y diferentes actos religiosos, por considerarlos una distracción ante la fe. Este hecho provocó una decadencia, se destruyeron las figuras del Ayuntamiento, y las de la catedral estuvieron abandonadas, hasta que en 1813 fueron reencontradas por un carpintero y volvieron a tomar la importancia de antaño. Sabemos que eran seis gigantes, que representaban a una pareja de turcos, otra de moros (negros) y otra de caucásicos. El cabildo se los cedía al Ayuntamiento cuando los necesitaba y, aunque fueron restaurados en 1839, su aspecto debía de ser bastante lamentable, por lo que en 1860, un pintor navarro llamado Tadeo Amorena, manda una misiva al Ayuntamiento, en la que le propone la construcción de unos nuevos gigantes, del mismo tamaño de los que existían, pero más ligeros y con unas proporciones académicas. Fabricó la pareja de europeos, los presentó al Ayuntamiento y, convencidos de su buena destreza, le encargaron el resto.  Las demás figuras que componen la comparsa se fueron adquiriendo a lo largo de los años, lo que explica las diferencias estéticas que hay entre ellas.

## Componentes

### Gigantes

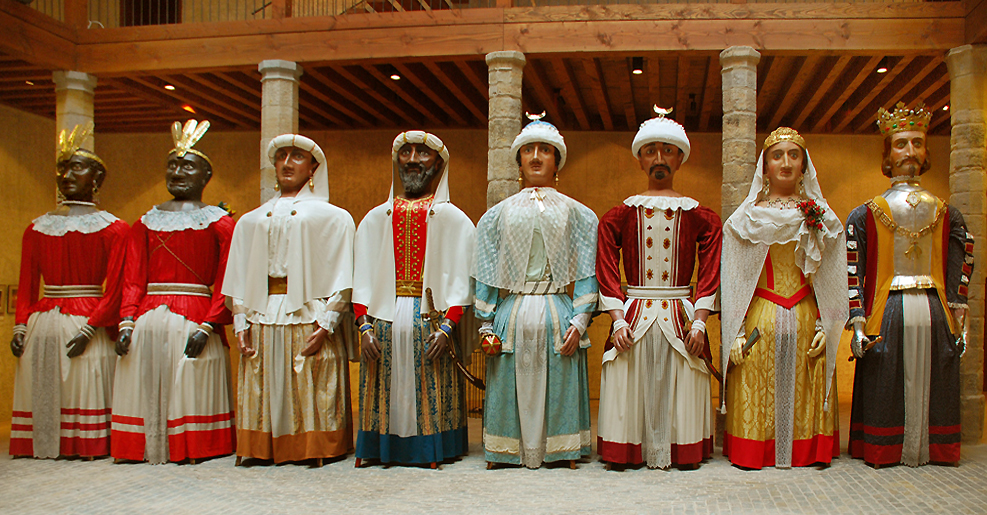
De izquierda a derecha, pareja de reyes americanos, pareja de reyes africanos, pareja de reyes asiáticos y pareja de reyes europeos

Los gigantes son 8 figuras creadas en 1860 por Tadeo Amorena, y que representan a cuatro parejas de reyes de cuatro etnias diferentes, la europea, la asiática, la africana y la americana. 
Miden entre 3,45 y 3,50 metros, llegando a alcanzar los 3,80 con el porteador. El peso oscila entre los 56 y los 64 kilos, aunque el mayor inconveniente a la hora de llevarlos no es el peso, sino cómo está distribuido el mismo y la resistencia que hacen a factores como el viento. Sus nombres son: Rey Europeo (Joshemiguelerico), Reina Europea (Joshepamunda), Rey Asiático (Sidi abd El Mohame), Reina Asiática (Esther Arata), Rey Africano (Selim-pia Elcalzao), Reina Africana (Larancha-la), Rey Americano (Toko-toko) y Reina Americana (Braulia).
Recorren las calles al son de los pasacalles entonados por gaitas navarras, y txistus. Siempre que un gigante se desplaza lo hace al son de un tambor. Cada cierto tiempo, se detienen delante de sedes, edificios singulares, casas de miembros de la comparsa… donde les agasajan con algo de bebida y picoteo, y ellos devuelven el favor dedicando un baile. También bailan en honor a la ciudad delante del ayuntamiento, o a otros muchos grupos y sedes, como la Casa Misericordia, etc.
Para la correcta ejecución de dichos bailes, ensayan en sus locales desde después de Semana Santa hasta el comienzo de los Sanfermines.
La estética de las figuras ha ido cambiando a lo largo de los años. No se sabe con exactitud como eran los antiguos trajes, ni sus colores. La fotografía más antigua que se conserva en la que vemos los gigantes, es de 1874, 14 años después de su construcción, así que probablemente lleven en dicha imagen los trajes originales, que claramente se aprecia que han cambiado, en algunos casos bastante, en relación con los actuales. En los últimos años se ha llevado a cabo una labor de documentación para recuperar los trajes que llevaron a principios del siglo XX, puesto que hay más imágenes y de mayor calidad para tomar las referencias.
La mayoría de las figuras llevan en su mano un elemento distintivo. El rey europeo un cetro y una espada, la reina un abanico cerrado, el rey asiático una espada sarracena, su pareja una copa, el rey africano otra espada sarracena, la africana no lleva nada, el rey negro porta en sus espaldas un carcaj con flechas y un arco, y la reina negra llevaba en tiempos un abanico abierto de plumas, pero desde hace casi un siglo está desprovista de él.

### Cabezudos

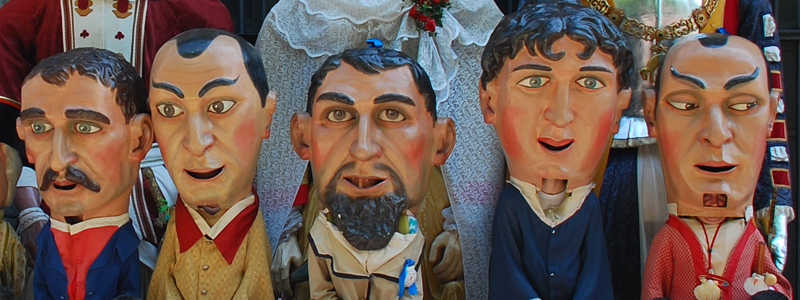
De izq. a dcha., Concejal, Japonés, Alcalde, Abuela y Japonesa

Los cabezudos son 5 y fueron construidos por Félix Flores en 1890. A pesar de sus grandes cabezas de más de un metro de altura, más de dos metros de perímetro y 14 kilos cada uno, su único cometido es el de pasear y preceder a los gigantes, dando la mano a los niños. Sus nombres son el “Alcalde", el “Concejal”, la “Abuela”, el “Japonés” y la “Japonesa”. Los 3 hombres llevan como apoyo un bastón con un gran pomo metálico, y la abuela lo hace en una conjuntada sombrilla. La "Japonesa" se alivia de las calurosas mañanas sanfermineras con un pequeño abanico, aunque en teoría debería hacerlo con un pai-pai (abanico rígido japonés).
El "Alcalde" tiene una particularidad y es que sus ojos son móviles. Un sencillo sistema de contrapesos en la parte inferior de los mismos, hacen que siempre mantengan el iris en perpendicular al suelo, por lo que al mover la cabeza los ojos se mueven. Además en su interior lleva un cordel con el que el porteador los hace bascular para el asombro de los niños.

### Kilikis

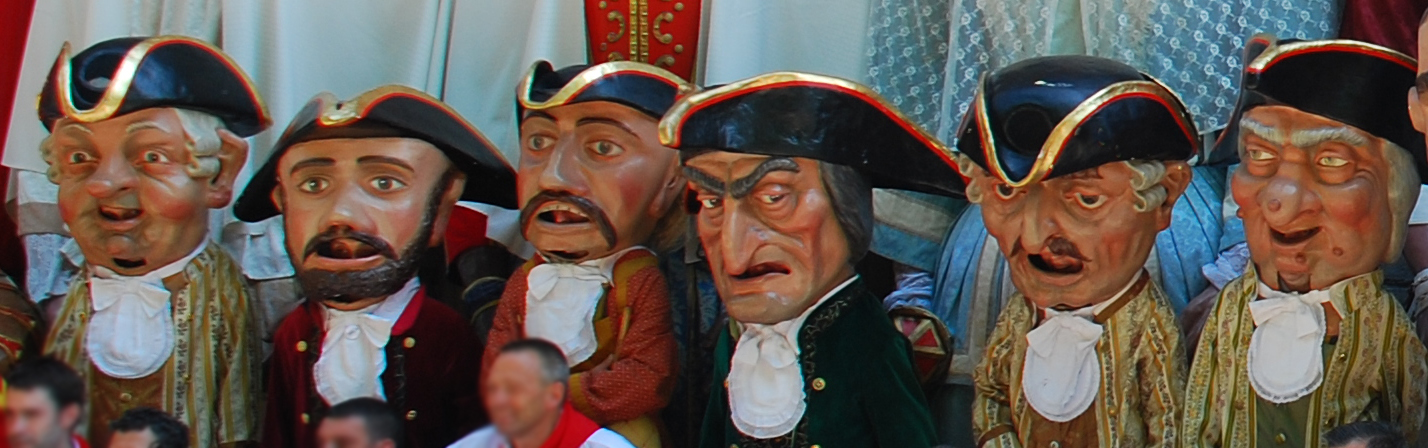
De izq. a dcha., Patata, Barbas, Coletas, Caravinagre, Napoleón y Berrugón

El origen de los kilikis se remonta al siglo XVI. Por esos tiempos eran denominados gigantillos. Más tarde, a mediados del XIX, les nombraban como cabezudos e incluso como bocaparteras. El origen de la palabra kiliki es desconocido, aunque algunos autores apuntan a que proviene del euskera kili-kili, que se traduciría como cosquilla, moscorra, curda.
Los kilikis de Pamplona son 6. Se les distingue de los cabezudos, por ser de menor tamaño, e ir todos tocados con un tricornio. Su peso oscila entre los 10 y los 12,5 kg. Además llevan en su mano una botana o verga de espuma con la que golpean a niños (y no tan niños). Antiguamente esta verga estaba realizada con cuero o con una vejiga animal, curtida e inflada. Se llaman “Coletas”, “Barbas” (los dos más antiguos, probablente realizados por Tadeo Amorena en 1860),
“Patata”, “Napoleón” (ambos de Benito Escaler, Barcelona 1912), “Caravinagre”, y “Berrugón” (creados en los talleres Porta-Coeli de Valencia en 1941). Aunque antiguamente no era así, en la actualidad es "Caravinagre" el más popular de todos y el que reclama una mayor atención. Como curiosidad, fue un cartel con la reproducción de su cabeza, el que anunció las fiestas de San Fermín de 1997.
Realmente existe un séptimo kiliki en la comparsa, el "Ribero". Fue regalado por la Orden del Volantín de Tudela en 1977 y representa a un joven vestido de pamplonica, de blanco, con faja, pañuelo y boina roja. Salió durante varios años, pero actualmente no lo hace ya que su estética es muy diferente al resto de las figuras de la comparsa.

### Zaldikos

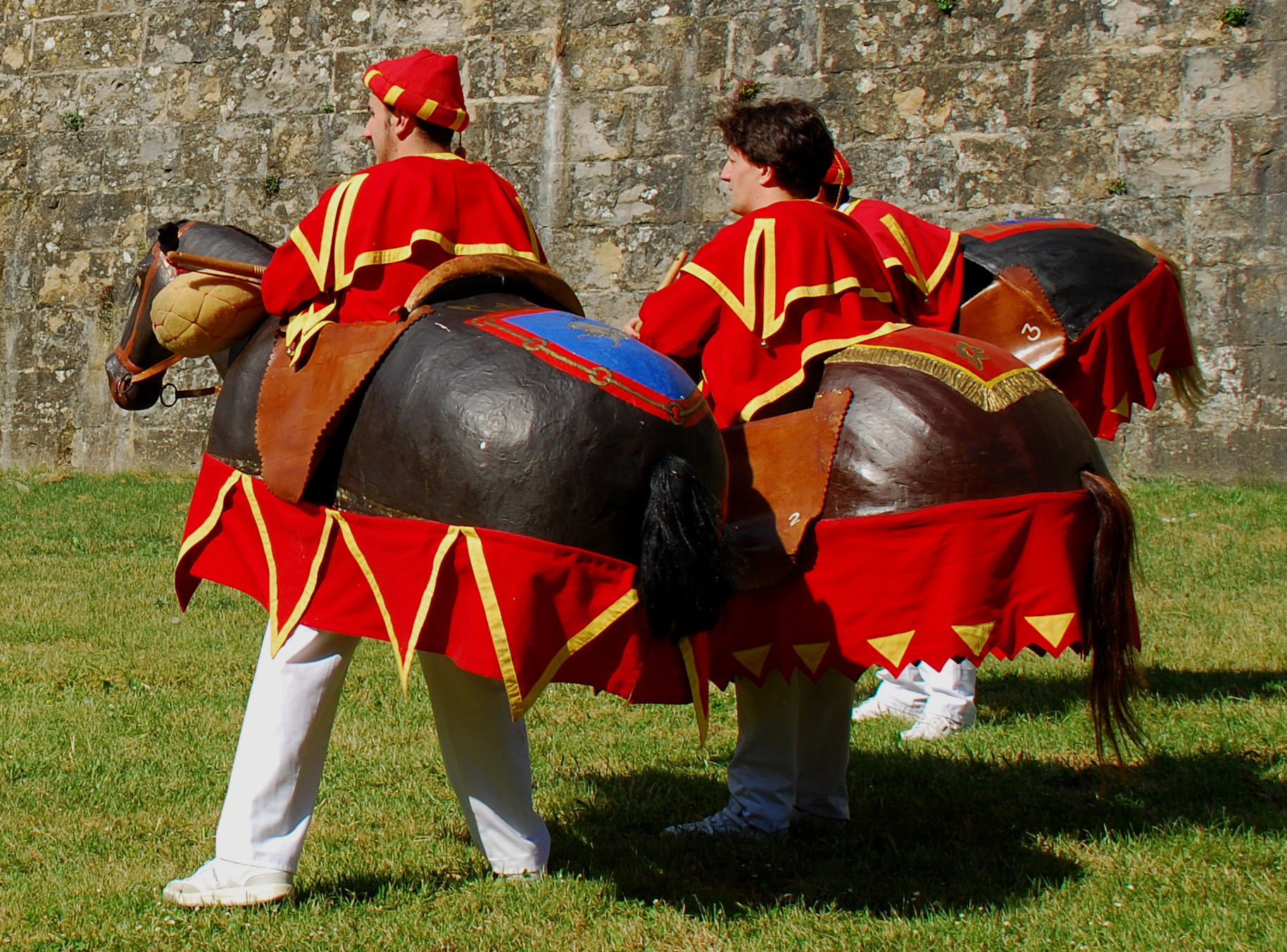
3 de los 6 zaldikos

Los zaldikos (literalmente "caballitos" en euskera) son 6 caballos con sus jinetes y al igual que los kilikis, golpean a la gente con las vergas. A lo largo de los siglos también se les ha denominado caballicos o caballitos. Los zaldikos no tienen nombre, simplemente están numerados del uno al seis. 
Han sido adquiridos a lo largo de los años por parejas, diferenciándose claramente a pares por su aspecto. Los más antiguos, de 1910, fueron creados por el mismo constructor que los kilikis "Patata" y "Napoleón". Para que su aspecto fuera lo más parecido posible a los ya existentes, se le enviaron fotografías y los realizó acorde a ellas. Los últimos son de 1941, y los otros dos restantes no se sabe de qué fecha son, puesto que no existe documentación que recoja la adquisición de dichas figuras, aunque por lo anteriormente citado (que ya existían en 1910 zaldikos en la comparsa), se cree que es probable que sean también de 1860, al igual que los gigantes y los primeros kilikis.

### Porteadores
Cada mañana sanferminera, salen llevando a cuestas las figuras en torno a 58 porteadores, 3 por cada gigante (se van cambiando por turnos debido a la exigencia física que supone llevarlos a cuestas y bailarlos) y 2 por cada cabezudo, kiliki y zaldiko que se turnan a mitad de jornada.
Además de estos componentes, en cada salida que efectúan los gigantes, son indispensablemente acompañados cada uno de ellos por dos gaiteros y un tamboril, a excepción de la reina negra a la que ponen música unos txistularis y sus tamboriles. La música se conforma de la siguiente manera: 
Gaiteros de Pamplona (con el Rey Europeo), Gaiteros Hermanos Fraile (Reina Europea), Gaiteros de la Chantrea (Rey Asiático), Gaiteros de Baigorri (Reina Asiática), Gaiteros Ezpelur (Rey Africano), Gaiteros Haizaldi (Reina Africana), Gaiteros Haizaldi (Rey Americano), txistularis (Reina Americana).
Antes solían tocar en el rey Americano los hermanos Elizaga (de Estella), pero por edad, ya no suelen participar acompañando al gigante Americano, por lo que los sustituyen los gaiteros de Haizaldi, teniendo así dos bandas. Los gaiteros ya no son miembros de la comparsa, únicamente son contratados por ella para las distintas actuaciones. En cambio, los txistularis, sí son miembros, y funcionan como cualquiera de ellos.

## Actos a los que asisten

### Sanfermines
Los Sanfermines son el momento más especial al que asiste la comparsa a lo largo del año. Con un total de 9 salidas entre el 6 y el 14 de julio, ambos inclusive, son tanto por su duración como por lo especial de las circunstancias, el acto en el que invierten una mayor cantidad de tiempo y esfuerzo.
La primera salida tiene lugar en la tarde del 6 de julio. Pocas horas después del chupinazo, según era tradición, acompañaban a la Corporación municipal, que asiste en Cuerpo de Ciudad a la misa de las vísperas en la Capilla de San Fermín, desde el ayuntamiento hasta la iglesia de San Lorenzo, a lo largo de toda la calle Mayor, mientras La Pamplonesa tocaba “El vals de Astrain” en el popular acto denominado Riau-riau, a raíz de la coletilla de una de las estrofas de dicha pieza musical.
Desde hace unos años, debido a diferentes altercados provocados por unos pocos, la corporación dejó de ir a pie hasta San Lorenzo, por lo que desapareció el Riau-riau, así que ya no tenía sentido que asistiese la comparsa, por lo que se limita a hacer un recorrido por diferentes calles de la ciudad hasta el Palacio de Ezpeleta , donde son guardados hasta el día siguiente.

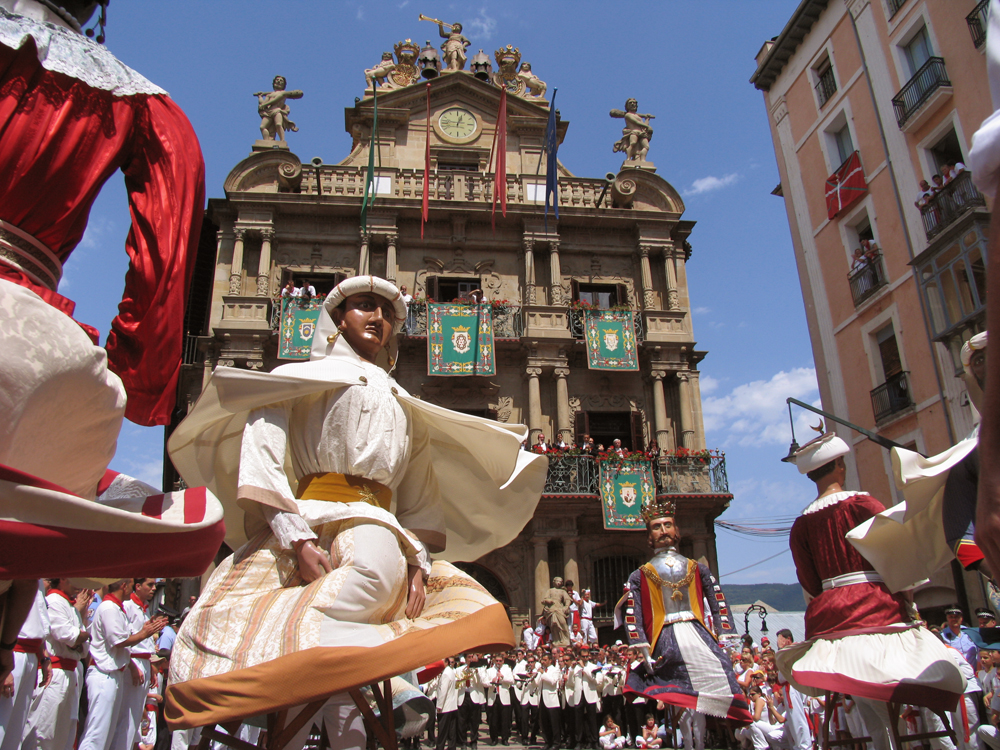
Gigantes de Pamplona bailando ante el ayuntamiento de dicha ciudad el 14 de julio.

El día principal de las fiestas es uno de los más ajetreados para la comparsa. Salen desde el ayuntamiento y acompañan a la corporación municipal hasta la catedral de Santa María, donde recogen al cabildo catedralicio. Bajan de nuevo por la calle Curia, pasan por Mercaderes, plaza Consistorial, calle Mayor hasta San Lorenzo. Una vez allí, en torno a las 10 de la mañana sale la procesión de San Fermín, precedida por la comparsa. Recorren las calles Taconera, San Antón, Zapatería, Plaza Consistorial, y Mayor hasta San Lorenzo nuevamente, donde descansan mientras en el interior se lleva a cabo la misa. Una vez finalizada, acompañan nuevamente a la corporación municipal y al cabildo hasta la catedral, donde tiene lugar el “momentico”, un momento muy especial en el que los gigantes bailan en el atrio de la catedral mientras suenan las campanas (en especial la campana María, la campana en uso de mayor tamaño en España), suenan las gaitas y los timbales municipales anuncian la entrada de la corporación en el templo. Seguidamente, bajan por la calle Curia y subiendo por Mercaderes se dirigen por la Plaza Consistorial hasta el Palacio De Ezpeleta. Aunque si es sábado (debido a la salida del domingo como se explica más tarde) atraviesan la plaza del Castillo, avenida San Ignacio, Estella, Yanguas y Miranda hasta la nueva estación de autobuses donde descansan hasta el día siguiente.
El resto de días incluyen una nueva visita a la Iglesia de San Lorenzo el “Día del niño” y diferentes recorridos que suelen ser similares cada año, por la parte vieja de la ciudad, menos el domingo que debido a la gran masificación de público se suele optar por un recorrido por el segundo ensanche de la ciudad, de calles mucho más amplias.
El último día recogen a la corporación municipal en el ayuntamiento y les acompañan nuevamente hasta San Lorenzo para que asistan a la Octava, la última misa el octavo día de fiestas (teniendo en cuenta que teóricamente comienzan el 7 y el 6 es el día de vísperas). Al regresar a la plaza Consistorial, tiene lugar otro de los momentos especiales de las fiestas. En torno a las 12:30 del mediodía, los gigantes hacen una serie de bailes en la plaza, acompañados por La Pamplonesa para el deleite de propios y extraños, incluso los kilikis bailan con las danzaris municipales un baile (pinchar para ver el vídeo). Tras asistir a algunos de los bailes de los danzaris, tras eso los gigantes se alejan hacia la calle Chapitela, para volver a la plaza consistorial en medio de la despedia que ya celebraban los kilikis, cabezudos y zaldikos tiene lugar el último acto y más emotivo de las fiestas, la despedida. Los cabezudos, kilikis y zaldikos se despiden de los niños lanzándoles caramelos (en un intento de compensar los golpes que les han dado a lo largo de todos los demás días) además de crear una historieta siendo el maestro de ceremonias El Barbas. Los gigantes hacen varios bailes y son descendidos por sus porteadores, hasta que la cabeza llega a la altura de los niños, para que les puedan dar besos. Tras una o dos intentonas de recogerlos en sus dependencias, terminan por guardarlos y habrá que esperar unos meses hasta verlos de nuevo.

### San Fermín "chiquito"
Las fiestas de San Fermín "chiquito" o San Fermín de Aldapa, tienen lugar el penúltimo fin de semana de septiembre. Son las fiestas del barrio de la Navarrería, pero al estar situado en pleno centro y encontrarse bajo la advocación de San Fermín, gozan de un carácter especial respecto al resto de barrios pamploneses que también tienen sus fiestas particulares, por lo que el sábado por la tarde la comparsa recorre las calles de la parte vieja, pasan la noche en el ayuntamiento, y a la mañana siguiente, acompañan a San Fermín de Aldapa en su procesión por la Navarrería y después regresan a su local en autobuses.

### San Saturnino
A pesar de lo que cree la gran mayoría de la gente de fuera y algunos de sus ciudadanos, San Saturnino es el patrón de Pamplona y no San Fermín, que únicamente es copatrón de Navarra junto a San Francisco Javier.
El 29 de noviembre, día de esta festividad, si el tiempo lo permite que suele ser muy raro, salen a acompañar a San Saturnino, desde la iglesia del mismo nombre, en procesión por las calles del casco antiguo. Una vez finalizado el acto, vuelven a sus dependencias en la estación de autobuses, siendo éste normalmente el último acto del año al que asisten.

### Privilegio de la Unión
Desde hace relativamente poco tiempo suelen salir la tarde del día 8 de septiembre para conmemorar el Privilegio de la Unión, se dirigen a la plaza del Ayuntamiento para recoger a la corporación municipal y dirigirse a la catedral de Pamplona para realizar una ofrenda floral en la tumba de Carlos III de Navarra, tras eso se realiza una procesión por los burgos hasta la Plaza Consistorial
donde se clausura el Privilegio de la Unión, tras eso regresan a la estación de autobuses.

### Otros
A lo largo de la historia, la comparsa al completo, o en parte, ha asistido a numerosos actos fuera de los oficiales de cada año anteriormente mencionados.
Entre las diferentes ciudades visitadas se encuentran entre muchas otras: Tudela, Oña, San Sebastián, las exposiciones de Zaragoza y Sevilla, Fitur en Madrid, Badalona por el 165 aniversario de sus gigantes… Y han asistido en Pamplona a numerosos actos especiales, como algunas cabalgatas de reyes, estuvieron en la Ciudadela de Pamplona el día en el que el ejército la entregó a la ciudad, asistieron al comienzo del derribo de parte de las murallas que cerraban la ciudad por el sur, en el 2010 han recorrido todos los barrios de la ciudad por la celebración del 150 aniversario de la creación de la comparsa, y por tal motivo, el año pasado les fue concedida la medalla de oro de la ciudad, que recibieron en un acto en el teatro Gayarre. Además han participado en la zarzuela de Gigantes y Cabezudos que se representó en la plaza de toros en los 90, y algún acto más musical, uno de ellos en Baluarte en 2009.
Sin duda, el acto más singular al que asistieron, tuvo lugar en octubre de 1965, cuando recorrieron la Quinta avenida de Nueva York en un desfile en el Día de la hispanidad.
La comparsa intenta no hacer demasiadas salidas, debido a que los gigantes actuales son las figuras originales construidas en 1860 y requieren de reparaciones continuas.

## Premios y reconocimientos
- 2009 Medalla de oro del Ayuntamiento de Pamplona.[21][22]